# مطار جرجس
مطار جرجس (بالإنجليزية: Gorges Airfield)‏ هو مطار عسكري استخدم في الحرب العالمية الثانية، والذي يقع بالقرب من البلدية من جرجس في المانش منطقة شمال فرنسا.تقع خارج جرجس مباشرة (من المحتمل إلى الشرق أو الجنوب الشرقي)، أنشأت القوات الجوية للجيش الأمريكي مطارًا مؤقتًا في 2 أغسطس 1944، بعد وقت قصير من هبوط الحلفاء في فرنسا.

## التاريخ
يتألف المطار، المعروف باسم أرض الهبوط المتقدمة "A-26"، من مدرج واحد من الألواح الفولاذية المثقوبة 6000 قدم (1300 متر) محاذاة 07/25. بالإضافة إلى ذلك، تم استخدام الخيام لدعم المرافق، وتم بناء طريق للوصول إلى البنية التحتية للطرق الحالية ؛ حيث مكب الإمدادات والذخيرة وبراميل البنزين، إلى جانب مياه الشرب والحد الأدنى من الشبكة الكهربائية للاتصالات وإضاءة المحطات.
قامت مجموعة القصف 397 بنقل قاذفاتها من طراز مارتن بي -26 ماراودر من سلاح الجو الملكي البريطاني إلى جرجس في 16 أغسطس، وبقيت حتى 11 سبتمبر 1944. هاجمت القاذفات جسور السكك الحديدية ومواقع المدافع ومستودعات الوقود، إلى جانب ساحات حشد السكك الحديدية وتركيز القوات الألمانية في المناطق المحتلة من فرنسا.
بعد أن تحرك الأمريكيون شرقًا إلى وسط فرنسا مع تقدم جيوش الحلفاء، تم إغلاق المطار في 28 سبتمبر 1944. اليوم، لا يمكن تمييز المطار الذي تم تفكيكه منذ فترة طويلة عن الحقول الزراعية في المنطقة.